# Šargani nyolcas
A šargani nyolcas (szerbül: Šarganska osmica), egyes forrásokban Mokra Gora-i kisvasút egy keskeny nyomtávú múzeumi vasútvonal a szerbiai Mokra Gora falu mellett, mely a Šargan-hágón halad át. Hosszúsága 13,5 kilométer, két végállomása közötti távolság légvonalban azonban mindössze 4 kilométer, mivel a kanyargós hegyi vasút 300 méteres szintkülönbséget kell legyőzzön. Eredetileg még az osztrák fennhatóság alatt kezdték építeni, hogy összekössék a szerbiai és a boszniai vasúthálózatot, azonban csak az első világháború után készült el a szakasz. Az 1970-es években felszámolták, majd 1997-ben helyreállításáról döntöttek. 2003-tól nosztalgiavonatok közlekednek rajta. Hírnevét részben Emir Kusturicának köszönheti, aki filmet forgatott itt.

## Története
Bosznia-Hercegovina elfoglalása után az Osztrák–Magyar Monarchia a terület közlekedési hálózatának fejlesztésébe fogott. A túlnyomóan hegyvidéki környezet miatt keskeny nyomtávolságú (760 mm, boszniai nyomtáv) vasutak építéséről döntöttek, mivel így kisebb ívsugarakat alkalmazhattak, kevesebb földmunkát kellett végezzenek, és a vasúthálózat üzemeltetése is olcsóbb volt. Az úgynevezett Boszna-vasút Belgrádtól Szarajevó érintésével Dubrovnikig vitt, és a hálózat kiépítésében magyar mérnökök és munkások is közreműködtek.
A bosnyák–szerb határon található Šargan-hágónál több száz méteres szintkülönbséget kellett leküzdeni. 1912-re a vasút mindkét oldalról elérte a hágót, a fennmaradó Donje Vardište és Užice közötti szakaszon azonban csak 1916-ban kezdtek dolgozni. A tervek egy tekintélyes vonalkifejtésű (ennek köszönhetően csak legtöbb 18‰ emelkedésű), számos alagúton áthaladó pályát vizionáltak, melynek legmagasabb részén a sínpár nyolcas alakban halad (innen a vasút neve). Az osztrákok azonban a háború alakulása miatt hamarosan félbehagyták a munkát, mivel Románia hadba lépése után szükség volt a katonákra a keleti fronton. Egyes beszámolók szerint az építkezés beszüntetéséhez az is hozzájárult, hogy egy beomló alagút 200 munkást maga alá temetett.
A munkálatokat 1921 októberében, a Szerb-Horvát-Szlovén Királyság megalakulása után az eredeti tervek szerint folytatták, és 1925. január 25-én közlekedett a hágón az első vonat. 1928-ra a teljes Belgrád–Szarajevó vonalat átadták, és közel fél évszázadon keresztül a Šargan-hágón áthaladó szakasz a jugoszláv hosszútávú közlekedési hálózat sarokpontja volt, melyen keresztül megvalósult Szerbia, Bosznia-Hercegovina, és Montenegró központjainak vasúti összeköttetése.
A második világháború után megkezdődött Bosznia-Hercegovina normál nyomtávolságú vonalainak kiépítése, így a keskeny nyomtávú hálózat idővel szükségtelen és idejétmúlt lett. Az utolsó szerelvény 1974. február 28-án közlekedett a Šargan-hágón, az 1970-es évek végére pedig a teljes Boszna-vasutat felszámolták, a síneket elbontották.
A szakasz múzeumvasútként való feltámasztásának gondolata 1997-ben merült fel. A helybeliek a Szerb Hadsereg segítségével megtisztították a környéket, majd 1999 végén elkezdődött az újjáépítés. Mivel az alépítmény és az alagutak eredeti állapotukban maradtak fenn, az építkezés nem tételezett fel komoly mérnöki megvalósításokat. Új síneket fektettek, eredeti formájukba állították vissza az állomásokat, új fűtőházat létesítettek, parkosították a környéket, az egykori Boszna-vasúton közlekedő mozdonyokat és vagonokat hoztak. 2003-ra elkészült a Mokra Gora és Šargan Vitasi állomásokat összekötő vasútvonal. Emellett új utakat építettek, és turisztikai központot alakítottak ki a vasútra alapozva.
A múzeumvasút Emir Kusturica filmrendező figyelmét is felkeltette: itt forgatták Az élet egy csoda című, Arany Pálma-díjra jelölt, 2004-ben bemutatott filmjét, mely hozzájárult a kisvasút nemzetközi hírnevének megalapozásához. Egyes jelenetek helyszínéül egy új állomást is építettek a vonalon (Golubići), továbbá felépítették a ma múzeumként működő Drvengrad néprajzi falut.
2012-ben elkészült a Mokra Gora–Višegrad szakasz, azonban ezen a személyszállítás csak rövid ideig üzemelt.
A 2019-es szezonban 88 000 turista utazott a vasúton.

## Leírása
Az újjáépített múzeumvasút Mokra Gora és Šargan Vitasi közötti szakaszának hossza („šargani nyolcas”) 13,5 kilométer, a szintkülönbség 300 méter. A levegőből nézve a pálya egy része nyolcas alakot ír le. A vonat tíz hídon és 22 alagúton (melyek leghosszabbja 1,6 kilométer) halad át; az útról kiváló kilátás nyílik a Mokra Gora hegyvonulatra és a környező településekre (beleértve Drvengradot). A személyvonatokat román gyártmányú L45H dízel-hidraulikus mozdonyok húzzák, gőzmozdonyok csak megrendelésre közlekednek.
A két végállomáson kívül a vonalon még két, lakott településektől távol eső állomás van: Jatare, melyet forgalmi célokból létesítettek, és Golubići, melyet Kusturica 2004-es filmjének helyszínéül építettek. Az állomásokon büfék is működnek, és a film egyes kellékei (sínautó, hajtány) is ki vannak állítva. A vonat Mokra Gorától Šargan Vitasiig nem áll meg, azonban a visszaúton a közbenső állomásoknál és két kilátóterasznál is megáll.

## Képek

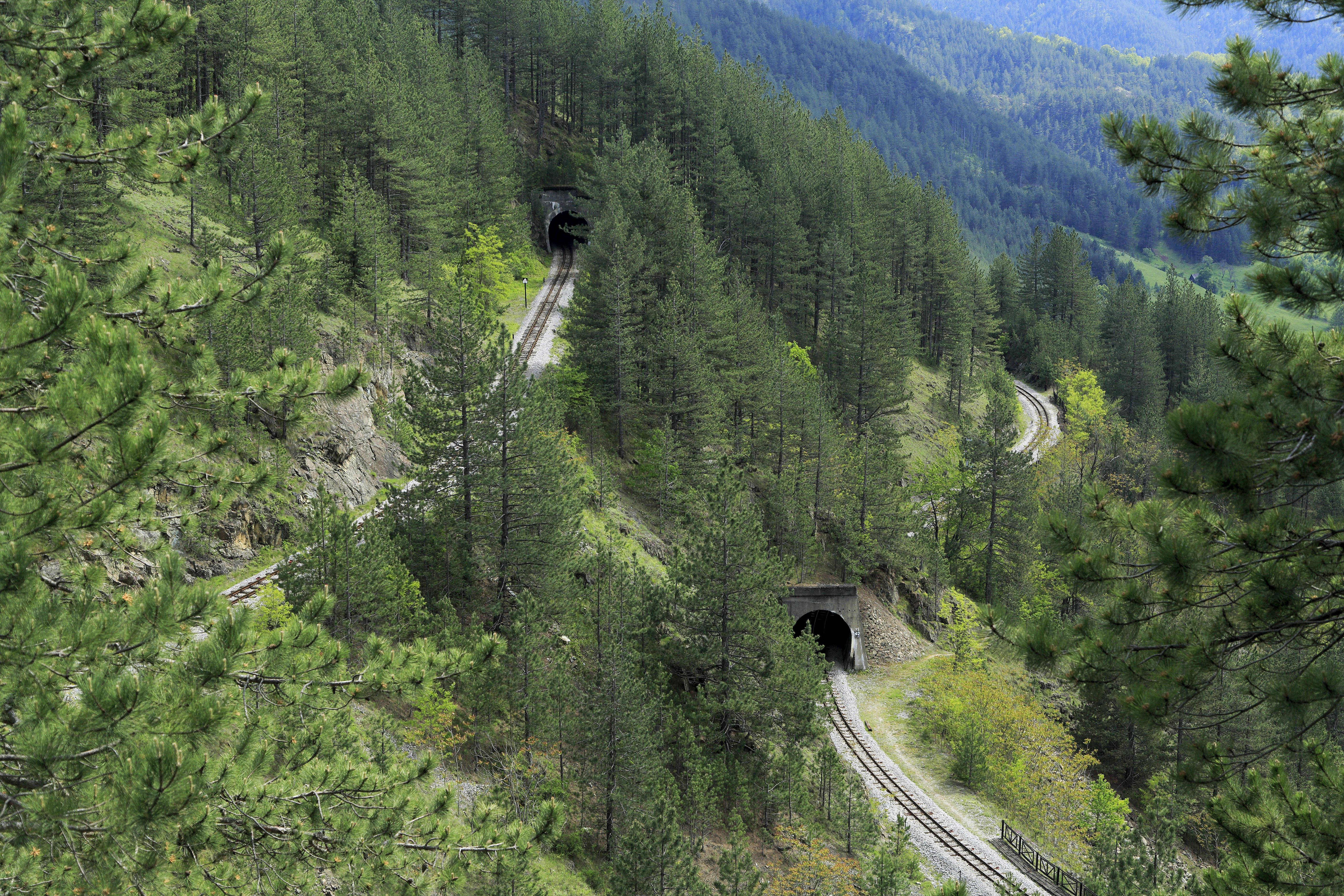
Pályarészlet
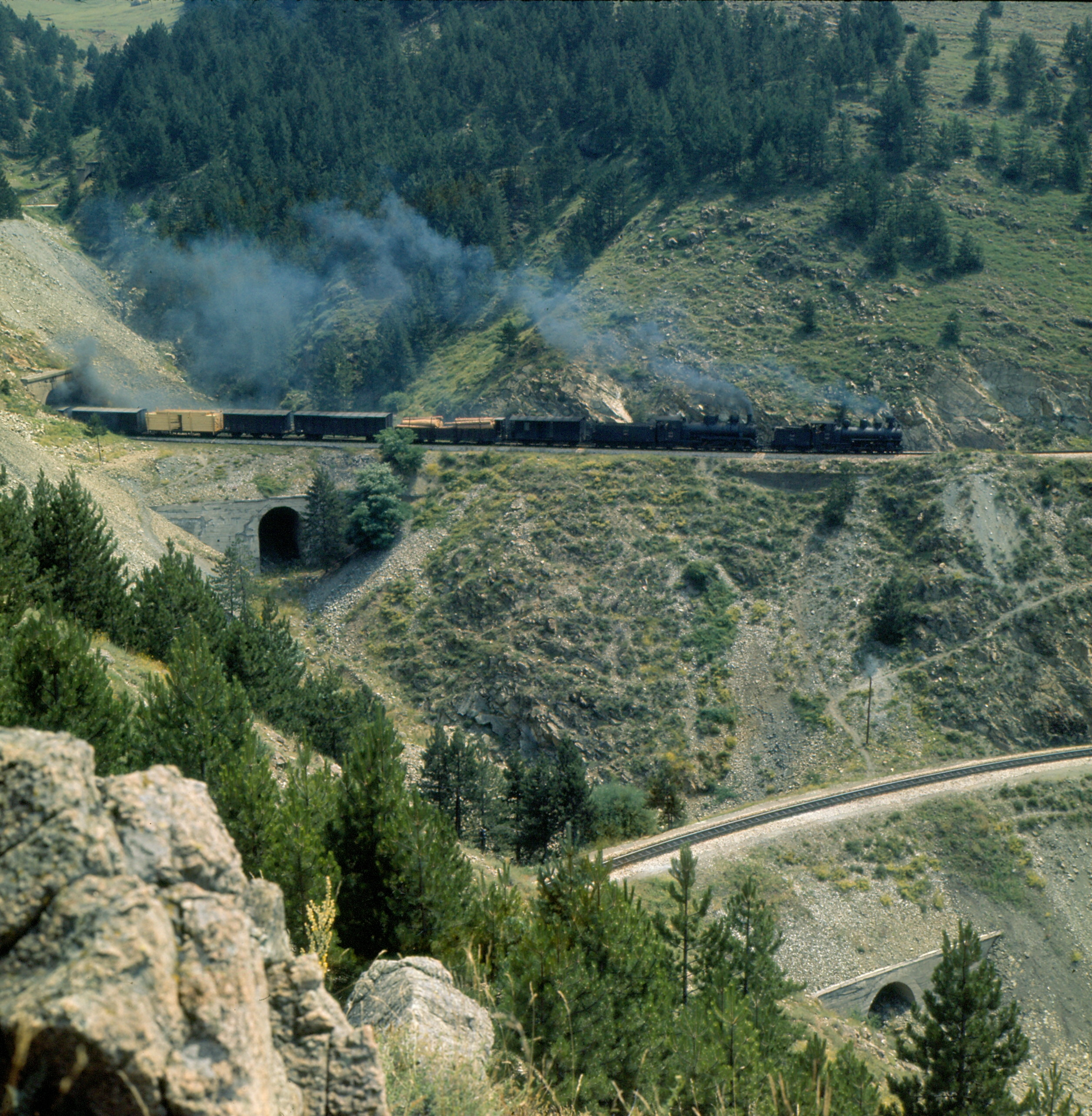
Pályarészlet
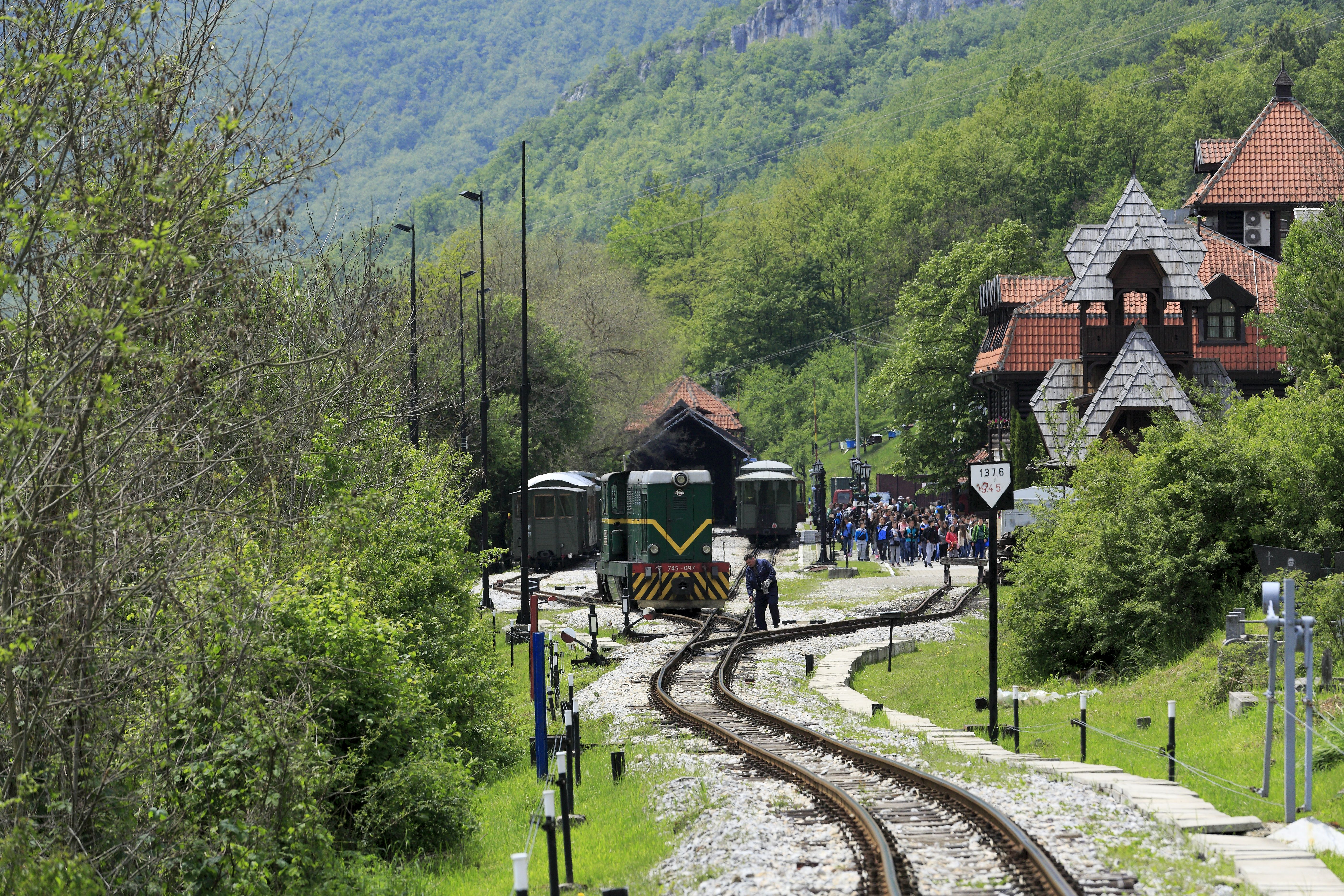
Mokra Gora állomása
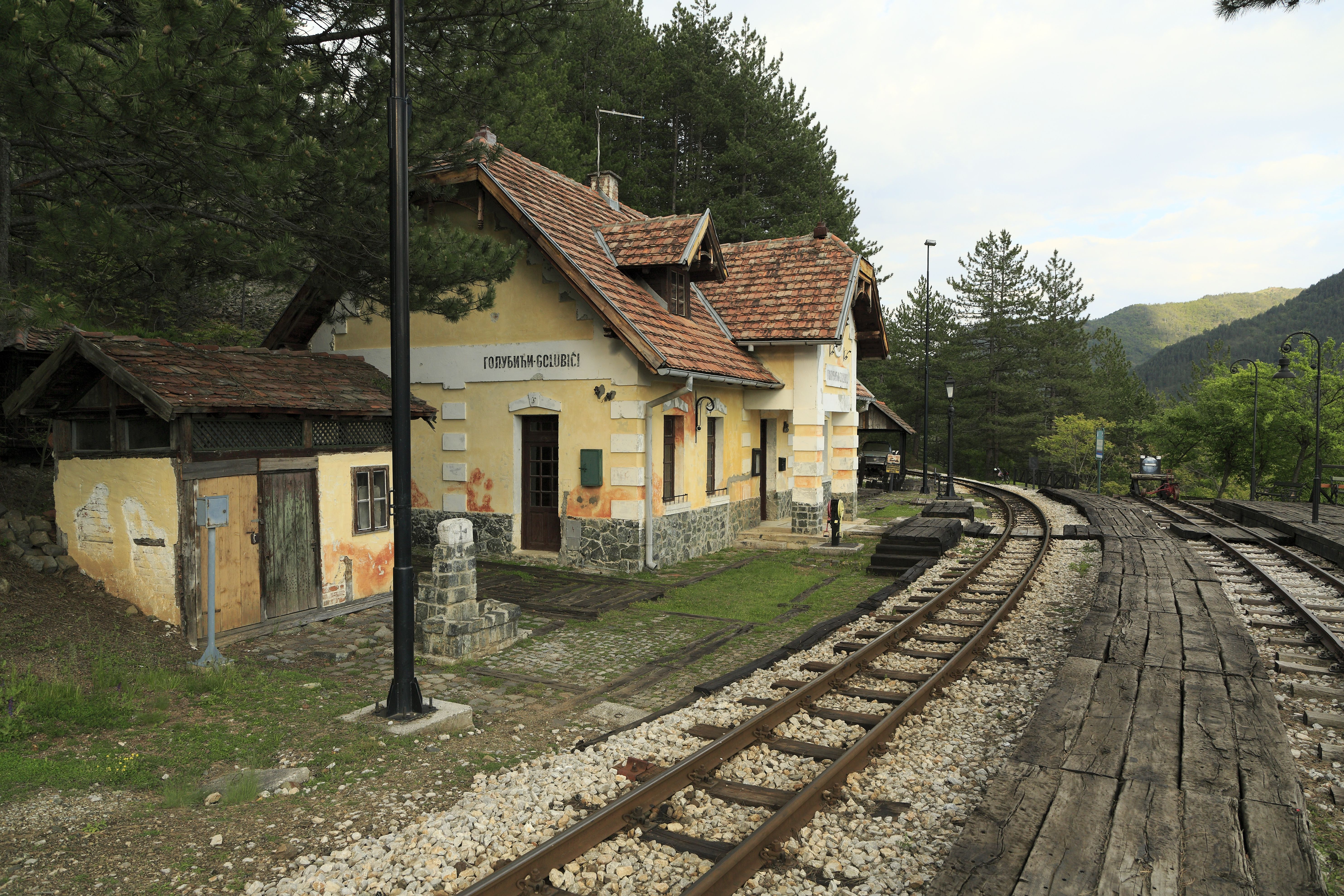
Golubići állomása
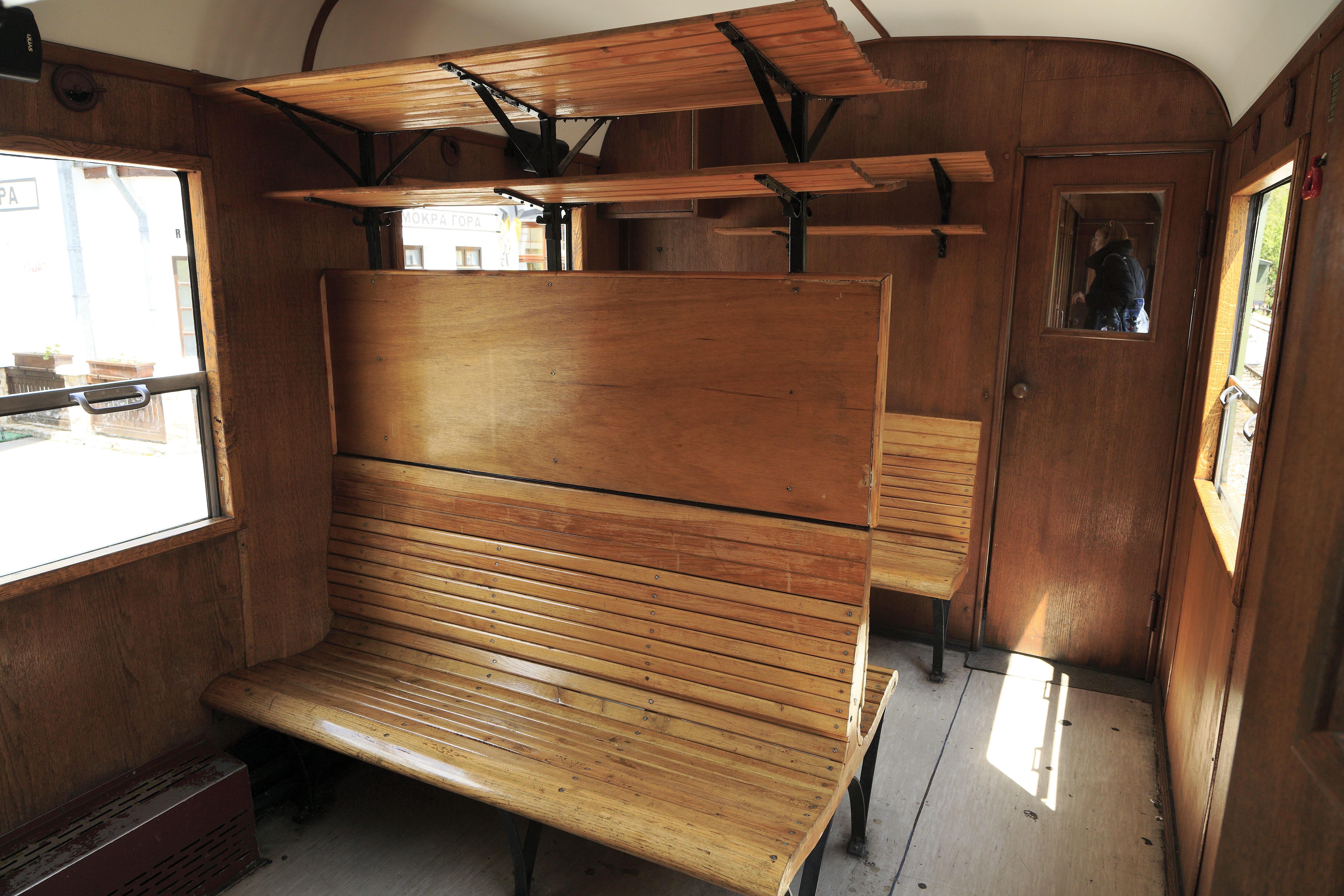
Vagonbelső